# Félix Sicre
Félix Sicre (1817 - 1871) va ser un jugador d'escacs cubà, considerat el primer campió d'escacs de Cuba.

## Resultats destacats en competició
Va ser el primer campió no oficial d'escacs de Cuba l'any 1860, fins que va perdre el títol el 1862 davant Celso Golmayo Zúpide.
Va jugar contra Paul Morphy en les seves dues visites a l'Havana a l'octubre de 1862 i el febrer de 1864, i hi va perdre les dues vegades.